# Verfassungsschutz Niedersachsen
Der Verfassungsschutz Niedersachsen ist die Landesbehörde für Verfassungsschutz des Landes Niedersachsen mit Sitz in Hannover. Organisatorisch ist er die Abteilung 5 im Niedersächsischen Ministeriums für Inneres und Sport. Seine Aufgaben sind die Abwehr von Extremismus und Spionage, wozu er auch nachrichtendienstliche Mittel nutzt. Im Haushaltsjahr 2024 verfügte die Behörde über die Arbeitskraft von 317 Vollzeitstellen und ein Gesamtbudget von 27,9 Millionen Euro. Verfassungsschutzpräsident ist Dirk Pejril.

## Rechtsgrundlagen
Allgemeine Rechtsgrundlage für den Verfassungsschutz ist das Grundgesetz und das Bundesverfassungsschutzgesetz. Spezielle Rechtsgrundlage ist das Landesverfassungsschutzgesetz in der Fassung der Bekanntmachung vom 2. August 2021 (Nds. GVBl. S. 564).

## Aufgaben
Aufgabe der Verfassungsschutzbehörde ist die Sammlung und Auswertung von Informationen, insbesondere von sach- und personenbezogenen Auskünften, Nachrichten und Unterlagen, über
1. Bestrebungen, die gegen die freiheitliche demokratische Grundordnung, den Bestand oder die Sicherheit des Bundes oder eines Landes gerichtet sind oder eine ungesetzliche Beeinträchtigung der Amtsführung der Verfassungsorgane des Bundes oder eines Landes oder ihrer Mitglieder zum Ziel haben,
2. sicherheitsgefährdende oder geheimdienstliche Tätigkeiten in der Bundesrepublik Deutschland für eine fremde Macht,
3. Bestrebungen in der Bundesrepublik Deutschland, die durch Anwendung von Gewalt oder darauf gerichtete Vorbereitungshandlungen auswärtige Belange der Bundesrepublik Deutschland gefährden,
4. Bestrebungen, die gegen den Gedanken der Völkerverständigung (Artikel 9 Abs. 2 des Grundgesetzes) oder gegen das friedliche Zusammenleben der Völker (Artikel 26 Abs. 1 des Grundgesetzes) gerichtet sind.

Der Verfassungsschutz unterrichtet den niedersächsischen Landtag und die niedersächsische Landesregierung über Art und Ausmaß von Bestrebungen und Tätigkeiten. Er klärt die Öffentlichkeit auf der Grundlage ihrer Auswertungsergebnisse durch zusammenfassende Berichte und andere Maßnahmen über Bestrebungen und Tätigkeiten auf und tritt solchen Bestrebungen und Tätigkeiten auch durch Angebote zur Information und zum Ausstieg entgegen.
Der Verfassungsschutz wirkt mit bei der Sicherheitsüberprüfung, technischen Sicherheitsmaßnahmen zum Schutz von im öffentlichen Interesse geheimhaltungsbedürftigen Tatsachen, Gegenständen oder Erkenntnissen gegen die Kenntnisnahme durch Unbefugte, bei der Überprüfung von Personen in sonstigen gesetzlich vorgesehenen Fällen und bei einer im öffentlichen Interesse liegenden Überprüfung von Personen mit deren Einverständnis.

## Befugnisse
Der Verfassungsschutz darf zur verdeckten Informationsbeschaffung, insbesondere zur verdeckten Erhebung personenbezogener Daten, nachrichtendienstliche Mittel anwenden, die in § 14 des Landesverfassungsschutzgesetzes abschließend aufgeführt sind. Dazu zählen der Einsatz von V-Personen, verdeckte Mitarbeiter, Observationen, Beobachtung des Funkverkehrs, Verwendung von Legenden, Tarnpapieren und -kennzeichen, Überwachung des Brief-, Post- und Fernmeldeverkehrs nach Artikel 10-Gesetz und das verdeckte Beobachten des Internets. Zudem darf der Verfassungsschutz bei öffentlichen Stellen geführte Dateien, Akten und Register einsehen.

## Gliederung
Die Abteilung 5 (Verfassungsschutz) im niedersächsischen Ministerium für Inneres und Sport gliedert sich wie folgt:
- Referat 51 – Recht, Datenschutz, G 10
- Referat 52 – Linksextremismus/-terrorismus, Terrorismus und Extremismus mit Auslandsbezug, Referatsübergreifender Grundsatz
- Referat 53 – Rechtsextremismus/-terrorismus, Extremismusprävention
- Referat 54 – Islamismus/Islamistischer Terrorismus
- Referat 55 – Wirtschaftsschutz, Spionageabwehr, Observation, Geheimschutz
- Referat 56 – Zentrale Dienste

## Kontrolle
Der Verfassungsschutz unterliegt diversen Kontrollen. Dazu zählen die allgemeine parlamentarische Kontrolle durch die Abgeordneten des niedersächsischen Landtages aufgrund von Berichtspflichten des Ministers für Inneres und Sport im Rahmen von Aktuellen Stunden, Kleinen und Großen Anfragen oder Petitionen. Weiter besteht eine besondere parlamentarischen Kontrolle durch den Ausschuss für Angelegenheiten des Verfassungsschutzes des Landtages und der Landtag kann Untersuchungsausschüsse einrichten. Der Landesbeauftragte für den Datenschutz Niedersachsen kontrolliert in Bezug auf die Einhaltung von Datenschutzvorschriften und sein Recht zur Akteneinsicht. Der Niedersächsische Landesrechnungshof hat ein Überprüfungsrecht in Bezug auf den Haushalt. Das Handeln des Verfassungsschutzes kann anlassbezogen justiziell überprüft werden. Letztlich unterliegt der Verfassungsschutz einer ständigen und intensiven Überwachung durch die Öffentlichkeit und Medien, die seine Aufgaben und Arbeit kritisch würdigen.

## Geschichte

### Bekannte Operationen
Wie erst 1986 bekannt wurde, führte der niedersächsische Verfassungsschutz 1978 mit dem Celler Loch eine verdeckte Operation durch, um unter „falscher Flagge“ einen Informanten in die Rote Armee Fraktion einzuschleusen.
Im Jahr 1999 wurden zwei russische Spione im Eurofighter Projekt vom niedersächsischen Verfassungsschutz entdeckt.

### Interne Spionagefälle
1990 wurden durch Aussagen des ehemaligen Offiziers der Hauptverwaltung A (HV A) Karl-Christoph Großmann die beiden Mitarbeiter des niedersächsischen Verfassungsschutzes Hans-Joachim Armborst und Wilhelm Balke als Doppelagenten des Ministeriums für Staatssicherheit (MfS) der DDR enttarnt. Durch Armborsts und Balkes Informationen
hatte die Stasi über Jahre bis zur Wende Einblick in Aktivitäten und Planungen des Landesamtes. Armborst war Sachgebietsleiter Methodische Spionageabwehr. Er verriet unter anderem die Methode der Reisewegsuchmaßnahmen. Er war häufig dabei, wenn sich die Chefs der Spionageabwehr der Landesbehörden für Verfassungsschutz mit den Vertretern der für Spionageabwehr zuständigen Abteilung 4 des Bundesamtes für Verfassungsschutz (BfV) trafen. Er wurde als Inoffizieller Mitarbeiter Maurer (XV 3199/82) geführt und erhielt jährlich 40.000 DM, insgesamt etwa 430.000 DM. Auf ihn gehen 499 Quellenmeldungen zurück. Anfang Mai 1986 nahm er an einer Expertentagung zur Neuaufstellung der Spionageabwehr nach dem Überlaufen des Hansjoachim Tiedge teil sowie Mitte Oktober 1987 zur Diskussion des neuen Rahmenkonzeptes für die Spionageabwehr im BfV. Armborst wurde am 18. Januar 1996 nach fünfmonatiger Hauptverhandlung im Alter von 52 Jahren vom Oberlandesgericht Celle zu einer Freiheitsstrafe von sieben Jahren verurteilt.
Balke stellte sich 1977 in den Dienst der HV A des MfS. Er war frustriert, nicht angemessen befördert worden zu sein sowie von der Inkompetenz seiner Vorgesetzten überzeugt. Von der HV A erhielt er den Decknamen Gräber (XV-2982/78) und jährlich 20.000 DM. Dafür lieferte er ausführliche Informationen über die Grenzüberwachung der Bundesrepublik, war jedoch nicht direkt in Aktivitäten der Spionageabwehr involviert. Von Mai 1980 bis August 1989 gehen auf ihn 658 Informationen mit überwiegendem Bezug zur operativen Arbeit des Verfassungsschutzes zurück. Balke wurde 1994 vom Oberlandesgericht Celle zu neun Jahren Freiheitsstrafe wegen Landesverrats und Bestechlichkeit verurteilt.

## Kontroversen
Hans Dieter Lepzien (NSDAP-Aufbauorganisation) konstruierte in den 1980er-Jahren die Bomben für die Attentate der in Niedersachsen operierenden „Gruppe Otte“. Er hatte im Auftrag des niedersächsischen Verfassungsschutzes bei den Bombenlegern mitgemacht.
Die Journalistin Andrea Röpke wurde von 2006 bis 2012 vom niedersächsischen Verfassungsschutz beobachtet. Eine Anfrage der Journalistin beim Verfassungsschutz im Jahr 2012, ob Daten über sie gespeichert wurden, wurde verneint. Diese Aussage war jedoch falsch.
Im September 2013 informierte der Verfassungsschutz Niedersachsens den Sportjournalisten Ronny Blaschke, dass er unrechtmäßig in einer Extremismusdatei gelandet sei. Wie sich kurze Zeit später herausstellte, war er nur versehentlich beobachtet worden. Es handelte sich um eine Namensverwechslung. Gemeint war Ronald Blaschke, Jahrgang 1959, wissenschaftlicher Mitarbeiter von Linken-Chefin Katja Kipping und Sprecher des Netzwerks Grundeinkommen.
Im November 2018 wurde eine V-Person in Göttingen enttarnt, weil eine Verfassungsschutzakte, die an ein Gericht verschickt wurde, nicht ordnungsgemäß im Sinne des Quellenschutzes bereinigt worden war. Daraufhin musste die damalige Präsidentin ihren Posten räumen.
Am 14. Oktober 2024 kommentierte der Verfassungsschutz Niedersachsen im Sozialen Netzwerk „X“ einen Beitrag mit den Worten „Auch wir sind Antifa. Selbstverständlich.“. Dies führte aufgrund einer unterschiedlichen Interpretation des Begriffes „Antifa“ zu einer Kontroverse. Die CDU kritisierte die „Begriffe Antifa oder auch Antifaschismus“ seien „bedingt durch Linksextremisten im Westen und durch den Unrechtsstaat DDR politisch besetzt“. Der niedersächsische Verfassungsschutz hingegen vertrat die Ansicht: „Jede Person, die hinter der fdGO steht, ist antifa(schistisch).“ Dieser Position schlossen sich SPD und Grüne an. Der ursprüngliche Tweet wurde mehr als 460.000 Mal aufgerufen.

## Leitung
| Zeitraum                           | Name                | Bemerkung |
| ---------------------------------- | ------------------- | --- |
| 1953 bis 1959                      | Karl Hofmann        | Gründungsleiter |
| ab 1959                            | Max Schwarz         | Zuvor Mitglied des Niedersächsischen Landtages |
|                                    | Hellmut Jüllig      | |
| 1984 bis 1987                      | Peter Frisch        | Seit 1975 beim Verfassungsschutz Niedersachsen, dessen Leitung er 1984 übernahm. In seine Zeit fiel 1978 das sogenannte Celler Loch. 1987 wechselte er zum Bundesamt für Verfassungsschutz. |
| bis 1993                           | Hansjürgen Knoche   | Rücktritt aus gesundheitlichen Gründen |
| 1994 bis 2000                      | Rolf Peter Minnier  | Ließ sich auf eigenen Antrag vorzeitig in den einstweiligen Ruhestand versetzen. |
| 2001 bis 2006                      | Volker Homuth       | Wurde später Chef des niedersächsischen Landesamts für Statistik |
| 2007 bis 2009                      | Günter Heiß         | Er war von 2010 bis 2018 Koordinator der Nachrichtendienste des Bundes. |
| Januar 2010 bis 4. März 2013       | Hans-Werner Wargel  | War vor der Berufung Polizeipräsident in Göttingen. Wurde nach der Landtagswahl 2013 in den einstweiligen Ruhestand versetzt.                                                               |
| 5. März 2013 bis 31. Dezember 2018 | Maren Brandenburger | Erste Frau im Präsidentenamt, bis dahin in der Behörde für Öffentlichkeitsarbeit zuständig.                                                                                                 |
| 1. Januar 2019 bis Oktober 2022    | Bernhard Witthaut   | Zuvor Angehöriger der Polizei Niedersachsen und lange Zeit für die Gewerkschaftsarbeit freigestellt                                                                                         |
| seit 23. Dezember 2022             | Dirk Pejril         | War zuvor bei der Polizeidirektion Göttingen im Bereich Kriminalitätsbekämpfung und seit 2013 im Niedersächsischen Innenministerium tätig.                                                  |

## Trivia
2022 waren etwa 21 Prozent der Beschäftigten im operativen Bereich weiblich.